# Boris Bouïeff
 (juillet 2018).
Boris Bouïeff (né à Tiflis le 26 décembre 1912 et mort à Paris 10e le 17 octobre 1979) est un écrivain français.

## Biographie
Fils de Xénia Bouïeff, il vit à Tiflis et à Moscou jusqu'en 1920, date à laquelle il quitte la Russie pour l'Europe avec ce qui lui restait de famille.
Il se présentait comme faisant partie de la famille du tsar Nicolas II.
Pendant 10 ans, il mène une vie vagabonde au Maroc, en Italie, en Belgique, en Suisse, en Espagne avant de se fixer en France en 1930.
Engagé dans la résistance en 1940, il est interné à Buchenwald au Block 56 en compagnie du peintre Louis Le Gros dont l’œuvre est centrée sur sa captivité à Buchenwald.
Il en revient avec une santé définitivement ruinée.
Dépossédé de tout, forcé à l’immobilité, il se retire dans un village d'Ambleny dans l'Aisne, chez le docteur Agricole au 9 de la rue qui porte désormais le nom de ce dernier.
En 1947, il fait publier sa première œuvre, Ambassade aux ténèbres (Grasset), puis en 1951 Pays de rigueur où il livre le fruit de ses méditations nées de la maladie et de la souffrance. Cette œuvre est préfacée par François Mauriac qui lui consacre une notice en 1966 dans son ouvrage D'autres et moi, textes recueillis et commentés par Keith Goesch (Paris : B. Grasset, 1966).
Il meurt le 17 octobre 1979 à l'hôpital Saint-Louis à Paris 10e. Il est inhumé au cimetière parisien de Pantin dans la 54e division

## Œuvre

### Romans, récits
- Ambassade aux ténèbres, roman, Paris, Bernard Grasset, 1947.
- Pays de rigueur, préface de François Mauriac, Paris, éditions du Seuil, 1951.